# Kalendarium Serwisu
Serwis – wieś 2,5 km na N od Nowej Słupi, na lewym brzegu rz. Słupianki; ok. 4 km na NE od klasztoru.
W roku 1351 wieś w ziemi sandomierskiej, w 1442 w powiecie sandomierskim, w roku 1827 w powiecie opatowskim.
W roku 1531-2 podlega parafii Chybice, 1569 parafia Nowa Słupia [Obie Słupie], od 1571 parafia Stara Słupia.
Od roku 1351 własność klasztoru świętokrzyskiego podobnie jak Baszowice, Mirowice, Bielów.
Znajdują się tu eksploatowane pokłady margla budowlanego - miejsce wydobycia może być związane z nazwą miejscową Marzęckie Kopaniny.

## Nazwy patronimiczne Serwisu
W roku 1351 „Wola Pluskana”, 1427 „Wola circa molendinum”, 1442 „Wola ”, 1470-80 „Zirzyna Wolya”, 1529 „Vola dicta Serwicaptur”, „Wolya”, 1530 „Volÿa dicta Servicaptur”, 1531 „Volya dicta Servi Captur”, 1532 „wolÿa sarwÿcaptur dicta”, 1553 (1592) „Wolia Sczernÿ Kaptur” (też: 1633, 1649 „Wolia Sczerny Kaptur”, 1669, 1685 „Wola Szczerny Kaptur”, 1699„ Wola Serwy Kaptur”, 1766 „Wola Serwikaptur”), 1569, 1571 „Wolia Zerwikaptur”, 1577 „Wolia Zeruikaptur”, 1578 „Wolia Zeruicaptur”, 1580 „Serwisz Kaptur”, 1597 „Żerwi Captur”, 1610 „Sernisz”, 1629 „Wola Zeruikaptur”, 1650-2 „Żerwisz”, w Żerwikapturze, Zerwiszanie, 1662 „Zerwikaptur”, 1673 „Serwis”, 1674 „Zerwisz,” 1747 „Zerwikaptor, seu Serwisz”, 1787„ Serwisz”, 1791 „Serwiz”, 1819 „Serwis”.
Różne formy zapisu nazwy wsi a to: Wola Pluskana, Wola, Wola Zerwikaptur, Serwis (występujące najczęściej w literaturze) mogą być związane z określoną lokalizacją która się w czasie zmieniała. Nazwa Serwis utrwaliła się ostatecznie w wieku XIX.

## Topografia okolicy, opisanie granic
- 1470-80 - graniczy z Baszowicami (Długosz L.B. III 233);
- 1580 - granicą jest pastewnik miejski nad stawem Serwis[9]
- 1610 - szpital w Nowej Słupi otrzymuje od opata i konwentu świętokrzyskiego łąki koło stawu zwanego Serwis przy drodze z miasta Słupia Nowa do Serwisu[10]
- 1780 - graniczy z Nowa Słupią i Starą Słupią.

## Kalendarium własności przywileje i obciązenia ekonomiczne
Od wieku XIV do czasów kasaty własność klasztoru świętokrzyskiego
- 1351, 1427, 1442, 1553 - jak Baszowice

- 1529 - klasztor daje pobór z 3 kwart[11]

- 1529 - należy do stołu konw. świętokrzyski, płaci 40 gr czynszu[12]

- 1530 - pobór z młyna dzierżawionego przez Bujaka[13]

- 1531-2 - opat świętokrzyski daje pobór z 1 kwarty[14]

- 1569, 1571, 1577 - opat świętokrzyski daje pobór od 4 zagrodników z rolą i z młyna dziedzicznego o 2 kołach[15]

- 1578 - klasztor świętokrzyski daje pobór od 4 zagrodników z rolą, z młyna dziedzicznego o 2 kołach i stępa (wydrąźony pień do łuskania ziarna na kaszę)[16][17]

- 1629 - klasztor świętokrzyski daje pobór od 4 zagrodników z rolą, z młyna dziedzicznego o 2 kołach i stępa[18]

- 1650 - należy do stołu konwentu[19]

- 1650 - konw. świętokrzyski daje pobór z 8 domów, 1/4 łana, 4 zagrodników z rolą i z młyna dziedzicznego o 1 kole i stępa[20]

- 1651 - należy do stołu konwentu, Serwis posiadał 5 zagrodników, 2 chałupników, młyn, folusz. Zagrodnicy płacą na ś. Marcina [11 XI] po 6 gr, a chałupnicy po 1 gr, zaś młynarz z folusza, jeśli taki jest, 16 florenów czynszu. Pańszczyzna i pomocne poddanych jak w Baszowicach. Młynarz, oprócz czynszu z folusza, pracuje 4 dni tygodniowo, pomocne daje z innymi, wymiar: 52 korcy żyta i 2 korce pszenicy. Poza tym ma wykarmić rocznie 2 wieprze dworskie i dawać po 6 gąsiorów i kapłonów[21]

- 1662, 1673-4 - pogłówne od 47 mieszkańców[22]

- 1787 - wieś liczy 64 mieszkańców, w tym 6 Żydów (Spis I 399; II 118)

- 1819 - wieś należy do stołu konwentu, posiadała budowle dworskie[23]

- 1827 - wieś posiadała 13 domów i 76 mieszkańców

- 1889 - wieś i osada z młynem, pokłady budowlanego kamienia marglowego. Wieś ma 16 domów, 102 mieszkańców, 1 morgę ziemi dworskiej i 219 mórg ziemi włościańskiej, osada z młynem ma 15 mórg[24]

## Powinności dziesięcinne
- 1427 - płacono jak Baszowicach, 1529 jak Mirocicach

- od 1652 - dziesięcina snopowa należy do stołu konwentu świętokrzyskiego[25]

- 1819 - dziesięcina pieniężna 40 florenów z ról włościańskich należy do stołu konwentu[26]

## Marzęckie Kopaniny
W roku 1610 a następnie 1747 „Marzecki”, w roku 1819 „Mażęczki” następnie „Marzeczki” dziś nie istnieją, leżały między Baszowicami, Starą Słupią a Serwisem.
Był to najpierw młyn, potem kamieniołom w powiecie sandomierskim.
W latach 1610 i 1747 wchodzi w skład uposażenia prepozytury szpitalnej ś. Michała w Nowej Słupi. Od młynarza Marzeckiego wchodzi czynsz.
W roku 1819 „pertynencja Marzęckie do folwarku Baszowice należąca - czyli właściwie „kopaniny dworskie” należy do stołu opata, w dzierżawie u Walentego Kowalskiego, wójta gminy dóbr klasztornych.
W roku 1889 koło wsi Serwis znajdowały się pokłady budowlanego kamienia marglowego.
Sądząc na podstawie przynależności do folwarku baszowickiego, Marzęckie Kopaniny zapewne nie mają nic wspólnego ze złożami gipsu koło Marzęcina, wsi w powiecie stopnickim, parafii Bogucice, 7,5 km na SW od Pińczowa, a ok. 52,5 km od klasztoru.
Uwaga – Młyn ten znajdował się w lub koło Starej Słupi.